# Luis Antonio Tagle
Pour les articles homonymes, voir Tagle.
Luis Antonio Tagle, né le 21 juin 1957 à Manille, est un prélat philippin du diocèse d'Imus (de) dont il devient l'évêque en octobre 2001. En octobre 2011, il est nommé archevêque de Manille. Le 24 novembre 2012, il est créé cardinal par Benoît XVI. En décembre 2019, il est appelé à Rome comme préfet de la congrégation pour l'évangélisation des peuples et depuis le 5 juin 2022, il est pro-préfet du dicastère pour l'évangélisation.
Il est cité comme l'un des principaux papabili progressistes du conclave de 2025.

## Biographie

### Formation
Luis Antonio Tagle naît à Manille de parents catholiques romains : Manuel Topacio Tagle, du groupe ethnique tagalog (austronésien), et son épouse Milagros Gokim, du groupe ethnique tsinoy (chinois), tous deux employés de banque et dont il est le fils aîné. Au cours d'une interview, il évoque avec émotion son grand-père maternel chinois qui, enfant, avait été migrant et avait dû quitter la Chine pour se réfugier aux Philippines.
Son grand-père paternel est originaire d'Imus, dans le sud-ouest de l'île de Luçon ; sa famille paternelle appartenait à la principalía (en) (la classe aristocratique et gouvernante des Philippines, pendant l'époque coloniale espagnole, au côté de l'intelligentsia des ilustrados, à la fin du XIXe siècle).[réf. souhaitée]
Après des études primaires et secondaires à la St. Andrew's School de Parañaque, Luis Antonio Tagle fréquente le séminaire San Jose de Manille, où il obtient une licence de philosophie en 1977. Il entre ensuite au séminaire Saint-Joseph et fait ses études de théologie à l'université Ateneo de Manila.
Il est ordonné prêtre pour le diocèse d'Imus (de) le 27 février 1982. En 1987, il part pour les États-Unis, d'où il revient en 1991, titulaire d'un doctorat en théologie de l'université catholique d'Amérique qu'il obtient avec les honneurs (Summa cum laude) en soutenant une thèse sur la notion de collégialité épiscopale telle que développée lors du concile Vatican II et l'influence du pape Paul VI sur celle-ci.
Il exerce les fonctions de directeur spirituel puis de recteur du séminaire diocésain d'Imus de 1985 à 1992 avant de partir pour Rome approfondir ses études.
En 1997, il est nommé à la commission théologique internationale placée à l'époque sous la présidence du cardinal Joseph Ratzinger : il est alors considéré comme « une des voix les plus représentatives de la pensée théologique asiatique ». De 1995 à 2002, il est membre du comité éditorial supervisant le projet L'histoire de Vatican II basé sur les travaux de l'université de Bologne.

### Évêque
De retour aux Philippines, il est recteur de la cathédrale d'Imus de 1998 à 2001 lorsque Jean-Paul II le nomme évêque d'Imus. Il reçoit la consécration épiscopale le 12 décembre suivant des mains du cardinal Jaime Sin, alors archevêque de Manille.
En 2005, il est le plus jeune des évêques à participer au synode sur l'Eucharistie et il est élu au conseil post-synodal.
Au cours de son épiscopat à Imus, il porte une attention particulière aux jeunes, mettant en ligne chaque semaine un message vidéo. En 2009, le diocèse d'Imus accueille la première rencontre des jeunes d'Asie, version continentale des JMJ.
En 2008, il est l'un des intervenants au Congrès eucharistique de Québec.

### Archevêque de Manille
Le 13 octobre 2011, le pape Benoît XVI, ayant accepté la démission présentée pour raison d'âge par le cardinal Gaudencio Rosales, le nomme archevêque de Manille et primat des Philippines. Son installation a lieu le 12 décembre 2011 (fête de Notre-Dame de Guadalupe), après un voyage en Terre sainte. Le 12 juin 2012, il est nommé membre de la Congrégation pour l'éducation catholique, avec un mandat renouvelable de cinq ans. Il reçoit le pallium des mains du pape le 29 juin 2012 aux côtés de plusieurs autres archevêques, dont l'archevêque de Séoul Andrew Yeom Soo-jung.

## Cardinal

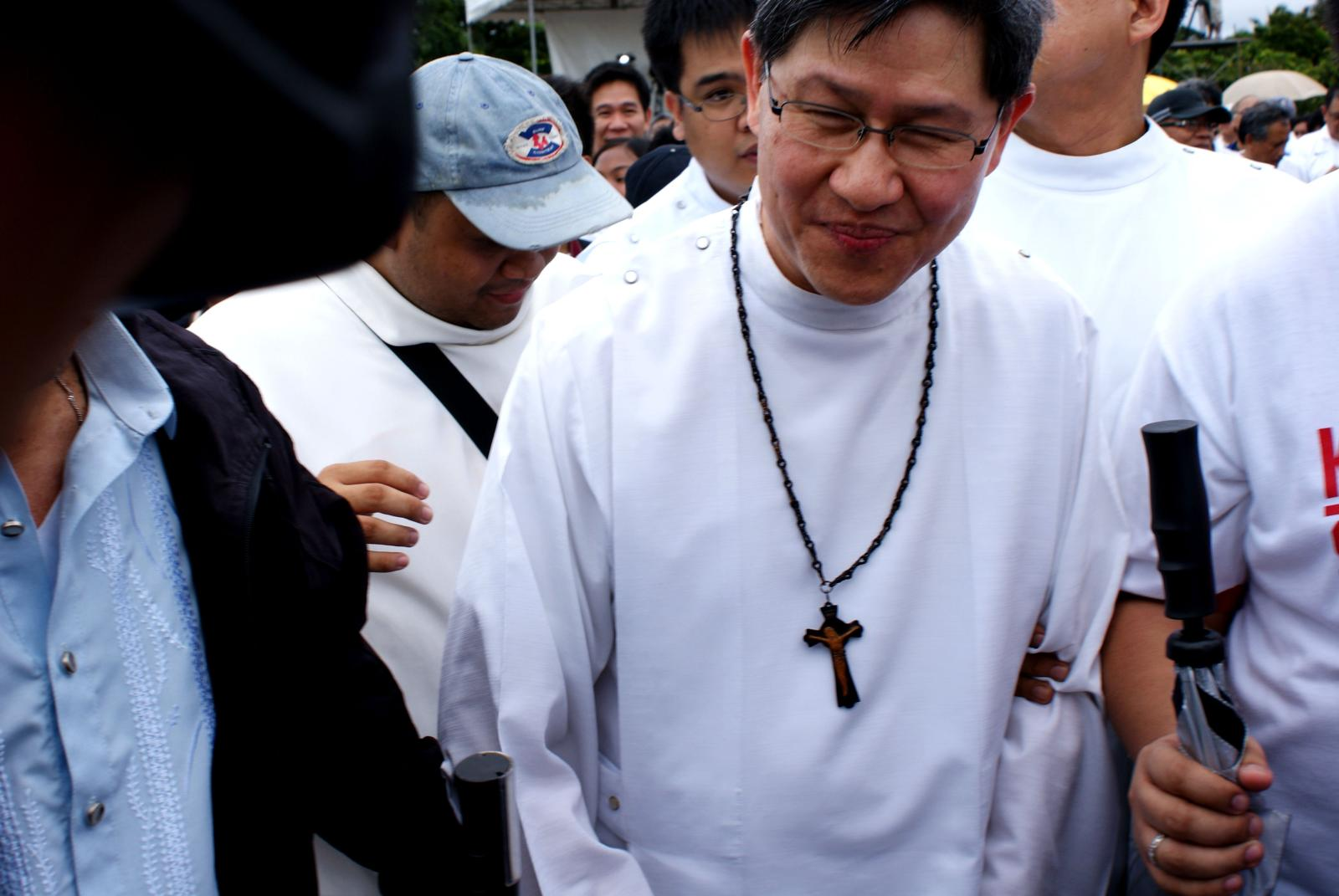
Le cardinal Tagle à Luneta en 2013.

Le 24 octobre 2012, le pape annonce que Tagle sera créé cardinal lors du consistoire, qui se tient un mois plus tard,. Le 24 novembre 2012, Benoît XVI préside son cinquième consistoire ordinaire public et élève Luis Tagle au collège des cardinaux avec le titre de cardinal-prêtre de San Felice da Cantalice a Centocelle. Le 31 janvier 2013, le cardinal Tagle est nommé membre de deux conseils pontificaux : celui pour la famille et celui pour la pastorale des migrants et des personnes en déplacement. Il participe au conclave de 2013 qui élit le pape François.
Le 29 mars 2014, à l'occasion de la confirmation du préfet de la Congrégation pour les instituts de vie consacrée et les sociétés de vie apostolique, il est nommé membre de cette congrégation par François, et, le 13 septembre suivant, il est nommé membre de la congrégation pour l'évangélisation des peuples. Succédant au cardinal hondurien Oscar Andres Rodriguez Maradiaga, archevêque de Tegucigalpa, il devient en 2015 président de Caritas Internationalis, jusqu'à la mise sous tutelle de cette association en novembre 2022.
Durant la visite du 15 au 19 janvier 2015 du pape François aux Philippines, le cardinal Luis Antonio Tagle a délivré au pape, dans une réunion privée, l'ordre de mission du Global Catholic Climate Groupe - qui deviendra le mouvement Laudato si' en 2021 - selon des leaders d'organisations qui font partie du mouvement. 
Du lundi 23 au vendredi 27 novembre 2015, il prêche les exercices spirituels aux prêtres romains sur le thème « Le Dieu de la miséricorde », où, dès le début de la semaine, s'appuyant sur les attentats des semaines précédentes, précise dans une entrevue avec Radio Vatican : « Tout acte de violence est une manifestation d'un manque de miséricorde. Tel est le mystère qui fait de nous tous silencieux en face de la violence », le cardinal réaffirme que le prochain Jubilé de la Miséricorde est une réponse claire à la violence.
Le 8 décembre 2019, en la solennité de l'Immaculée Conception, il est nommé préfet de la Congrégation pour l'évangélisation des peuples.
Le 1er mai 2020, par un rescrit au nom du pape François, le cardinal Tagle est élevé au rang de cardinal-évêque sans diocèse suburbicaire,.
Avec l'entrée en vigueur de la constitution apostolique Praedicate evangelium du pape François le 5 juin 2022, le cardinal Tagle devient pro-préfet du nouveau dicastère pour l'évangélisation.
Lors du conclave de 2025, il est considéré comme l'un des principaux papabili progressistes par la revue géopolitique Le Grand Continent.
Le 24 mai 2025, le pape Léon XIV lui attribue son ancien titre cardinalice, celui de cardinal-évêque d'Albano.

## Succession apostolique
Luis Antonio Tagle a ordonné les évêques suivants :
- Évêque Victor Ocampo (en) (2015)
- Évêque Alberto Uy (en) (2017)
- Évêque Rex Ramirez (en) (2018)
- Évêque Bartolome G. Santos (en) (2018)
- Évêque Raul Dael (en) (2018)
- Évêque Roberto Gaa (en) (2019)
- Évêque Jose Alan Dialogo (en) (2019)
- Cardinal Giorgio Marengo, I.M.C. (2020)
- Archevêque Arnaldo Catalan (en) (2022)
- Archevêque Emilio Nappa (it) (2023)
- Évêque Pablito Tagura (en), S.V.D. (2023)
- Évêque Osório Citora Afonso (pt), I.M.C. (2024)
- Archevêque Samuele Sangalli (it) (2025)
- Évêque Diego Ramón Sarrió Cucarella, M.Afr. (2025)

## Armoiries

Armoiries du cardinal Luis Antonio Tagle.

Les armoiries mises à jour de Tagle conservent tous les éléments essentiels figurant dans le côté senestre de ses armoiries en tant qu’archevêque de Manille. Maintenant qu’il n’est plus l’ordinaire en fonction, les armoiries de l’archidiocèse ne sont plus représentées.
Les armoiries adoptent une autre partition afin d’ordonner les pièces du blason de manière héraldique correcte.
L’écu se divise tiercé en pairle renversé.
Dans le champ d’or du côté dextre, on trouve une Bible ouverte portant les lettres grecques « Alpha » et « Omega », accompagnée d’une représentation du Bon Pasteur portant un agneau sur ses épaules et tenant un bâton de berger dans sa main droite. Un filet est suspendu à son bras droit, son extrémité dextre s’ouvrant largement vers le bas. Cinq poissons s’entremêlent dans le filet.
Depuis la pointe du champ d’azur du côté senestre s’élève une colonne corinthienne d’or, surmontée du monogramme blanc (Argent) de la Vierge Marie, couronné et entouré de douze étoiles d’or. Ce symbole renvoie à Notre‑Dame du Pilier, patronne de la paroisse d’origine et du diocèse natal de Tagle. La colonne corinthienne remplace la colonne ionique de ses armoiries précédentes. Il s’agit du même type de colonne qui supporte l’image de la Vierge sur la Piazza di Spagna, à Rome, située juste en face du bureau de Tagle en tant que préfet du Dicastère pour l’évangélisation des peuples.
La pointe triangulaire de sinople (Vert) de l’écu porte une équerre de charpentier d’or (Or) superposée à deux lys blancs (Argent) avec tige et feuilles.
Derrière l’écu se dresse une croix archiépiscopale ; l’ensemble est surmonté d’un galero rouge (Gules) d’où pendent, de chaque côté, quinze houppes rouges, disposées en 1, 2, 3, 4 et 5.
En langage héraldique, le blason se décrit ainsi :
Tiercé en pairle renversé d’or, d’azur et de sinople ; au côté dextre, rangés en fasce, une Bible ouverte chargée des lettres grecques Α et Ω de sable, et la figure du Bon Pasteur au naturel portant un agneau sur ses épaules et tenant un bâton de berger de bois au naturel dans sa main dextre, un filet de sable suspendu du bras dextre du Bon Pasteur jusqu’à la pointe dextre de la fasce, cinq poissons de sable pris dans le filet ; au côté senestre, sortant de la pointe, une colonne corinthienne d’or surmontée du monogramme de la Vierge Marie d’argent, couronné et entouré de douze étoiles du premier ; en pointe, une équerre de charpentier d’or brochant sur deux lys tiges et feuillés, le tout d’argent.
La devise de Tagle provient de l’Évangile selon Jean 21 : 7, Dominus Est (« C’est le Seigneur ! »).

## Écrits
La communauté de Pâques

« En tant que communauté chrétienne, nous devons redécouvrir, retrouver et nous réapproprier la puissance de Pâques, cet élément central de notre foi – espérance d'une vie nouvelle à venir – qui est le plus puissant symbole de la foi qui puisse transformer nos vies, notre Église, notre pays et le monde.
En remontant aux récits de Pâques dans l'Écriture, nous espérons voir avec une clarté renouvelée comment la foi au Seigneur ressuscité fait naître une communauté. Après l'arrestation de Jésus au jardin des Oliviers, ses disciples se dispersèrent. C'était probablement la peur qui les poussait à se cacher.
Déçus d'eux-mêmes, et même de Jésus, ils avaient dû perdre leur zèle d'autrefois à travailler ensemble pour la libération d'Israël. La mission de Jésus avait échoué. Ils lui avaient également fait défaut, en tant qu'amis et disciples. Ils avaient perdu leur chemin. Ils se séparèrent les uns des autres. Comment les disciples dispersés retrouvèrent-ils leur chemin les uns vers les autres ? Qu'est-ce qui les a réunis à nouveau en tant que communauté ? C'est leur croyance commune au Seigneur ressuscité qui leur était apparu. Ses paroles n'avaient pas été de condamnation, mais de paix.
La communion, brisée par l'infidélité et l'égoïsme, fut guérie et restaurée par celui qui avait triomphé du péché et de la mort. »

— Card. Luis Antonio Tagle, Peuple de Pâques, communauté vivante, Paris, Médiaspaul, 2014, p. 20-21.

## Distinctions
- Officier de la Légion d'honneur (par l'ambassadrice Florence Mangin le 15 février 2024[20])